# IC 2787
IC 2787 је спирална галаксија у сазвјежђу Лав која се налази на листи објеката дубоког неба у Индекс каталогу.
Деклинација објекта је + 13° 37' 47" а ректасцензија 11h 23m 19,1s. Привидна величина (магнитуда) објекта IC 2787 износи 14,5 а фотографска магнитуда 15,2. IC 2787 је још познат и под ознакама UGC 6401, CGCG 67-70, PGC 34969.